# 滋賀県道151号守山中主線
滋賀県道151号守山中主線（しがけんどう151ごう もりやまちゅうずせん）は、滋賀県守山市から野洲市に至る一般県道である。

## 概要
守山市吉身2丁目から野洲市西河原に至る。
守山市では商工業が目立ち、野洲川を越えて野洲市に入ると田園地帯と変わる。

### 路線データ
- 起点：守山市吉身2丁目（吉身西交差点、滋賀県道2号大津能登川長浜線交点、滋賀県道157号高野守山線終点）
- 終点：野洲市西河原（西河原交差点、滋賀県道48号近江八幡守山線交点）
- 総延長：7.0 km

## 路線状況

### 重複区間
- 滋賀県道11号守山栗東線（守山市吉身3丁目・吉身三丁目交差点 - 守山市播磨田町・八代交差点）
- 滋賀県道2号大津能登川長浜線（守山市播磨田町・八代交差点 - 守山市播磨田町・八代東交差点）
- 滋賀県道155号木部野洲線（野洲市市三宅・竹生口交差点 - 野洲市比江・松林交差点）

### 道路施設

#### 橋梁
- 川田大橋（野洲川、守山市）

## 地理

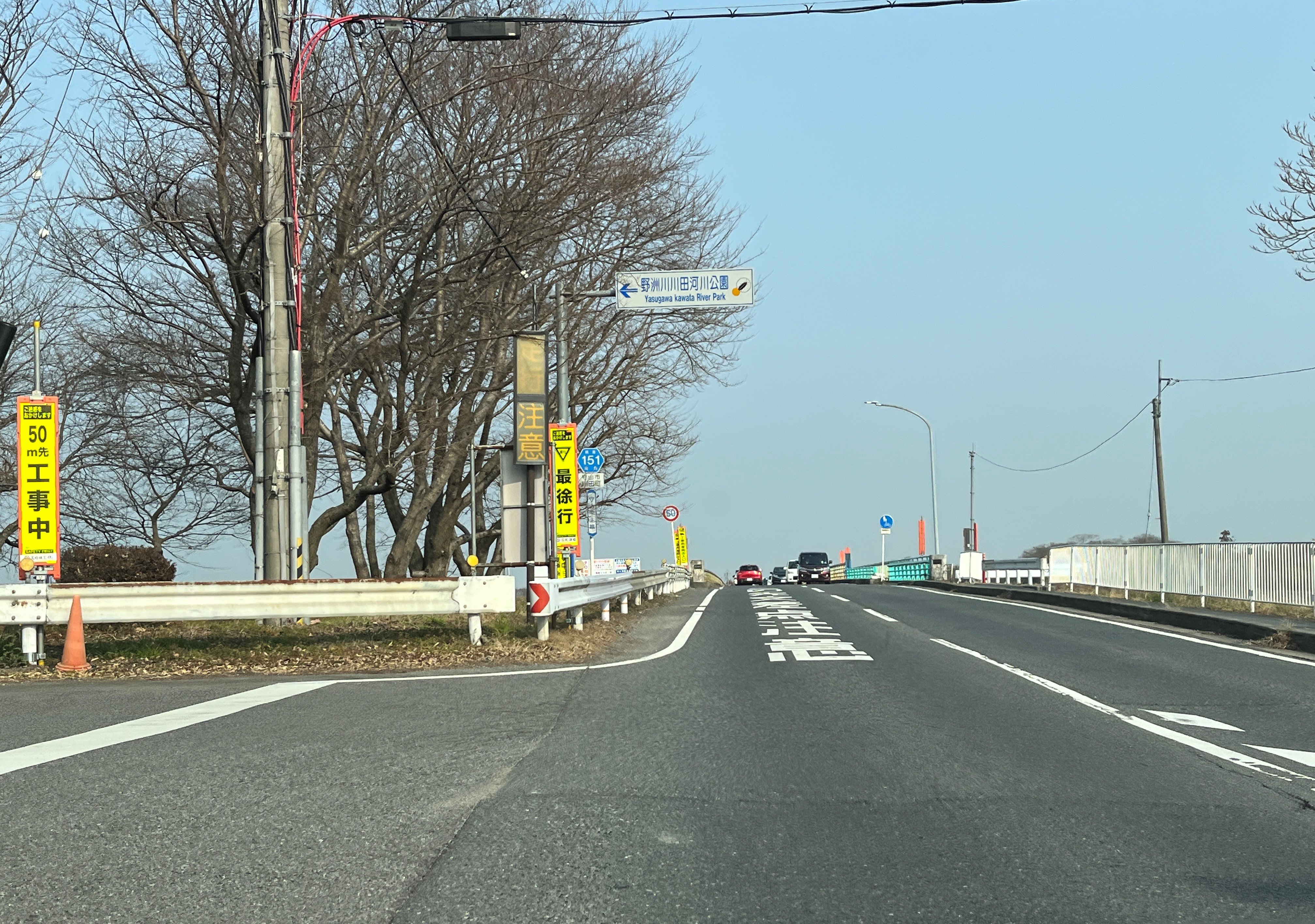
守山市川田町付近

### 通過する自治体
- 滋賀県
  - 守山市 - 野洲市 - 守山市 - 野洲市

### 交差する道路
| 交差する道路                                                                 | 市町村名 | 交差する場所 | 交差する場所        |
| ---------------------------------------------------------------------------- | -------- | ------------ | ------------------- |
| 滋賀県道2号大津能登川長浜線 / 新中山道 滋賀県道157号高野守山線               | 守山市   | 吉身2丁目    | 吉身西交差点 / 起点 |
| すこやか通り                                                                 | 守山市   | 吉身2丁目    | 吉身小学校南交差点  |
| 滋賀県道11号守山栗東線 重複区間起点                                          | 守山市   | 吉身3丁目    | 吉身三丁目交差点    |
| 滋賀県道147号赤野井守山線                                                    | 守山市   | 吉身4丁目    | 吉身海添交差点      |
| 滋賀県道504号小島野洲線                                                      | 野洲市   | 野洲         | 八代南交差点        |
| 滋賀県道2号大津能登川長浜線 重複区間起点 滋賀県道11号守山栗東線 重複区間終点 | 守山市   | 播磨田町     | 八代交差点          |
| 滋賀県道2号大津能登川長浜線 重複区間終点                                     | 守山市   | 播磨田町     | 八代東交差点        |
| くすの木通り                                                                 | 守山市   | 川田町       |                     |
| 滋賀県道155号木部野洲線 重複区間起点                                         | 野洲市   | 市三宅       | 竹生口交差点        |
| 滋賀県道155号木部野洲線 重複区間終点                                         | 野洲市   | 比江         | 松林交差点          |
| 滋賀県道48号近江八幡守山線                                                   | 野洲市   | 西河原       | 西河原交差点 / 終点 |

### 沿線
- 守山市立吉身小学校
- アル・プラザ守山
- 湖南消防組合 北消防署
- 長府製作所 滋賀工場
- 旭化成 守山支社
- はすわだ保育園
- あやめ保育所